# 毛籽光眼虫
毛籽光眼虫（学名：Actinomma eriosperma）为星球虫科光眼虫属的动物。在中国，分布于西沙群岛等。